# Ala Prodan
Ala Prodan –en ruso, Алла Продан– es una deportista soviética que compitió en bádminton. Ganó una medalla de bronce en el Campeonato Europeo de Bádminton de 1980, en la prueba de dobles.

## Palmarés internacional
| Campeonato Europeo | Campeonato Europeo      | Campeonato Europeo | Campeonato Europeo |
| Año                | Lugar                   | Medalla            | Prueba             |
| ------------------ | ----------------------- | ------------------ | ------------------ |
| 1980               | Groninga (Países Bajos) | Medalla de bronce  | Dobles             |